# Divadlo U Hasičů
Divadlo U Hasičů je divadelní scéna v Praze. Nachází se v přízemní části domu U Hasičů v Římské ulici č. 2135/45 v Praze 2-Vinohradech. Budova, v níž v minulosti sídlilo několik operetních a divadelních souborů (Malá a Velká opereta, Divadlo Spejbla a Hurvníka), se nachází v sousedství Vinohradského divadla.
V divadelní kavárně se pořádají výstavy umění.

## Historie

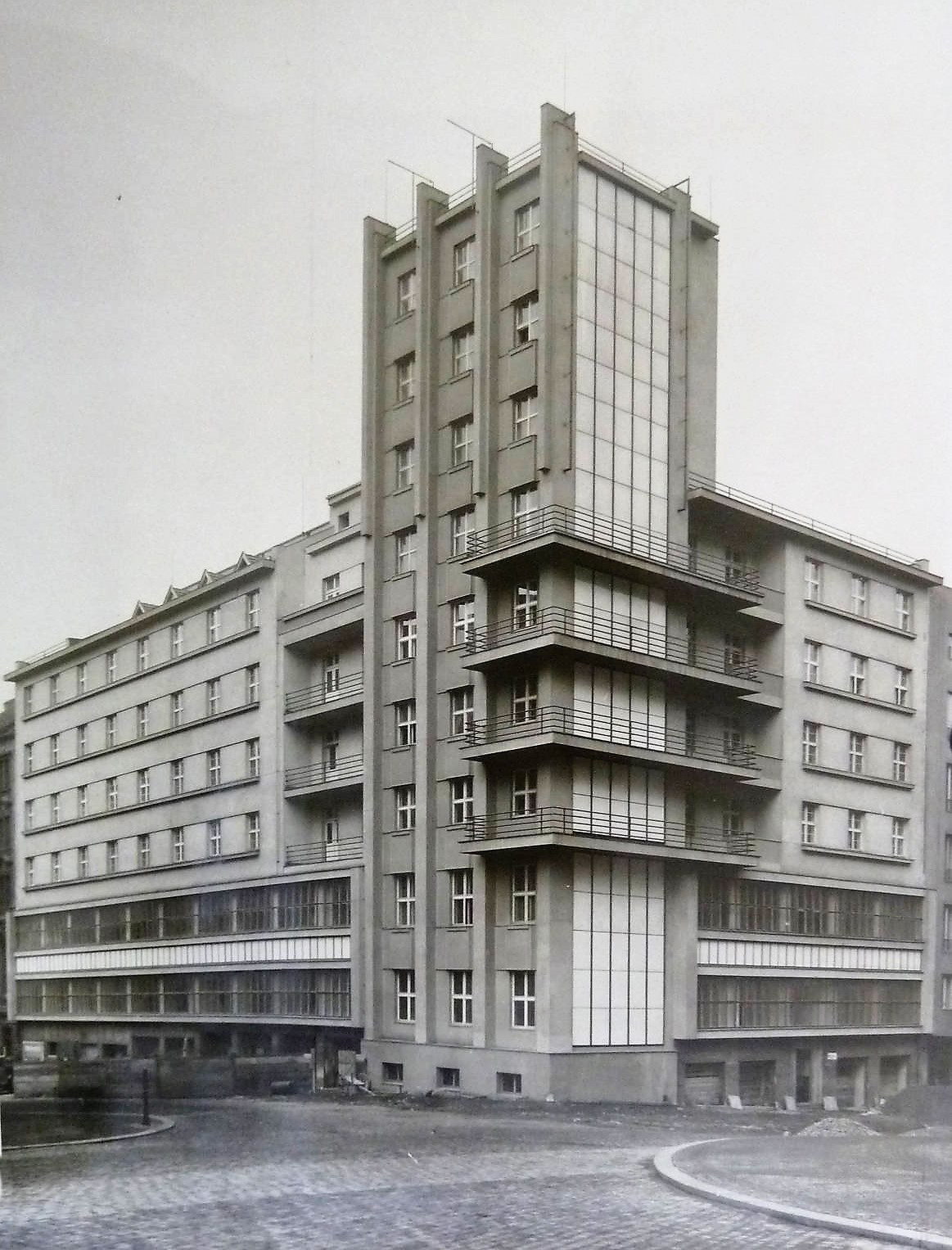
Dům U hasičů (Malá opereta), fotografie byla pořízena kolem roku 1929.

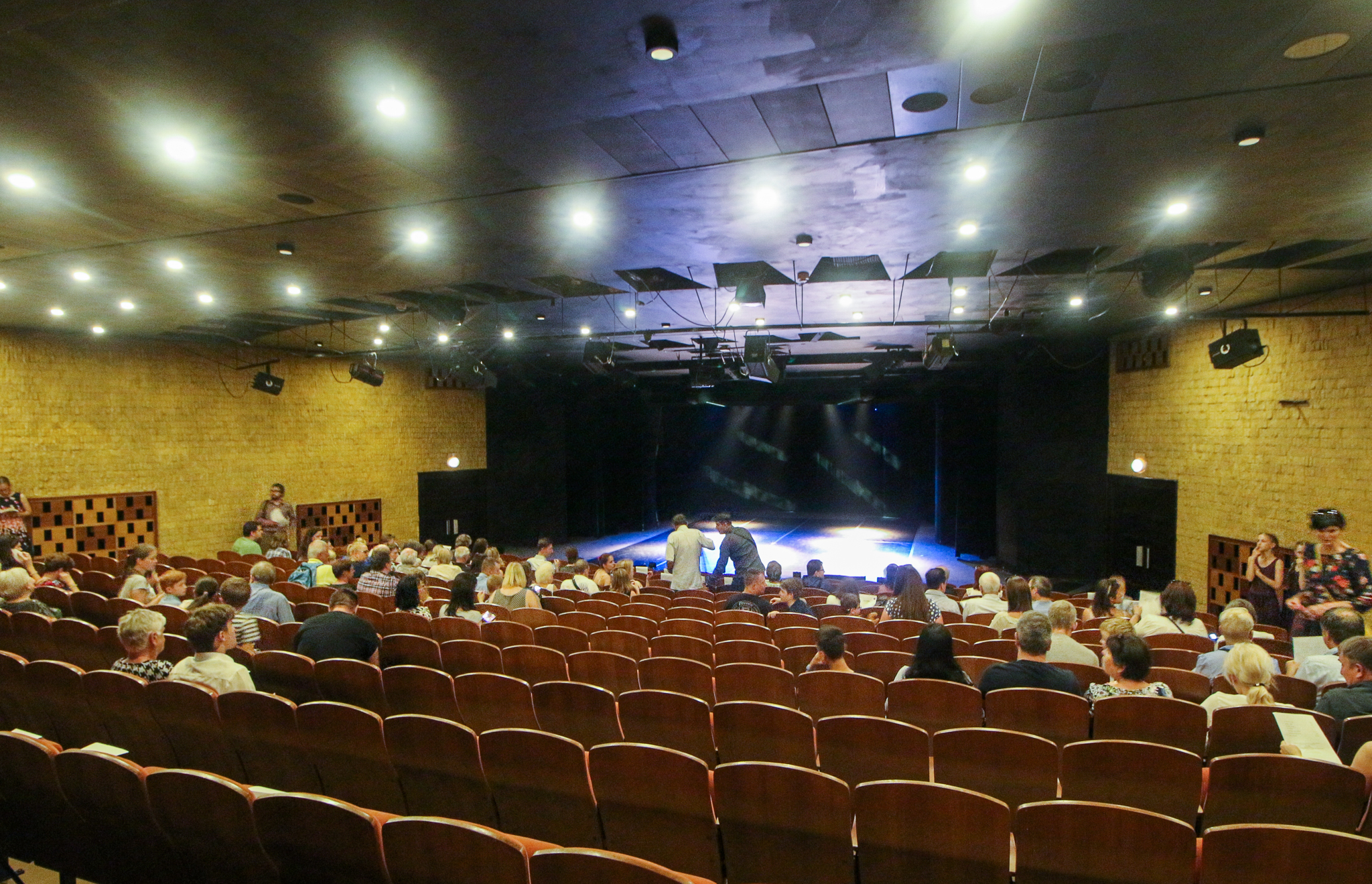
Sál divadla

V podzemní části spolkového Hasičského domu, postaveného pro potřeby České zemské hasičské jednoty v Praze v letech 1927 až 1929, vznikl divadelní sál. Hlavními architekty domu byli Tomáš Pražák (1890–1947) a Pavel Moravec (1891–1971), stavbu provedla firma Aloise Krofty (1888–1958). Stavba byla kolaudována 24. června 1929.
V sále nejprve působilo Varieté bio. V letech 1930–1936 v domě U hasičů působilo pražské divadlo Malá opereta.
Po skončení druhé světové války zde směl Josef Skupa provozovat obnovenou činnost svého Divadla Spejbla a Hurvínka, které před válkou sídlilo v Plzni. Podmínkou však bylo, že on a jeho manželka musí vstoupit do komunistické strany. Divadlo S+H zde od října 1945 působilo až do roku 1995, kdy dostalo výpověď od majitele objektu. Od roku 1995 Divadlo S+H působí v Praze 6-Bubenči v objektu bývalého kina Svornost.

### Současnost
V současnosti repertoár divadla zahrnuje činoherní vystoupení i hudební koncerty, konají se zde i společenské akce, firemní večírky s rautem apod.
Divadlo má bezbariérový přístup. Velký sál má kapacitu 342 míst.